# Ла-Грипри-Сен-Симфорьен
Ла-Грипри́-Сен-Симфорье́н (фр. La Gripperie-Saint-Symphorien) — коммуна во Франции, находится в регионе Пуату — Шаранта. Департамент коммуны — Шаранта Приморская. Входит в состав кантона Сент-Аньян. Округ коммуны — Рошфор.
Код INSEE коммуны — 17184.

## Население
Население коммуны на 2010 год составляло 539 человек.
| 1962 | 1968 | 1975 | 1982 | 1990 | 1999 | 2010 |
| ---- | ---- | ---- | ---- | ---- | ---- | ---- |
| 324  | 331  | 321  | 364  | 402  | 473  | 539  |